# Lemino
Lemino (レミノ Remino?) es un servicio de transmisión libre de video bajo demanda japonés operado por NTT DoCoMo. Desde su creación en 2011 hasta 2022, Avex fue propiedad del 70%. Funcionó como un servicio de suscripción de video a pedido bajo el nombre d-market Video Store (dマーケット VIDEOストア?) de 2011 a 2013, d-video (dビデオ?) de 2013 a 2015 y dTV de 2015 a 2023. antes de convertirse parcialmente en un servicio de video a la carta con publicidad.
En 2016, tenía la mayor cuota de mercado del 24,1% en Japón, pero en 2022, su participación había disminuido al 4,2%.
Además de Lemino, DoCoMo opera un servicio hermano llamado d-anime Store, que es un servicio SVOD especializado en contenido de anime. Tiene 2,5 millones de suscriptores.

## Historia
En abril de 2009, Avex Entertainment y NTT DoCoMo anunciaron el lanzamiento de una estación de transmisión exclusiva para teléfonos móviles llamada BeeTV para usuarios de DoCoMo, que comenzaría a transmitir el 1 de mayo de 2009. Este proyecto se anunció en octubre de 2008. BeeTV es operado por una empresa conjunta llamada Avex Broadcasting & Communications Inc., en la que Avex tiene una participación del 70% y DoCoMo tiene una participación del 30%. La empresa se fundó el 10 de abril de 2009. En marzo de 2011, amplió su servicio a teléfonos inteligentes Android con una tarifa de suscripción mensual de 315 yenes.

El logo de d-market Video Store de 2011 a 2013

El 18 de diciembre de 2011, NTT Docomo lanzó un servicio de suscripción de video bajo demanda llamado d-market Video Store powered by BeeTV (dマーケット VIDEOストア powered by BeeTV?) (d-video o Video Store) dentro de su tienda en línea. d-market, junto con servicios de distribución de música y libros electrónicos. El servicio estaba disponible exclusivamente para los usuarios de teléfonos móviles de DoCoMo y costaba 525 yenes al mes. Sin embargo, en febrero de 2012, se puso a disposición una aplicación de Android para el servicio. Sin embargo, en febrero de 2012, se puso a disposición una aplicación de Android para el servicio.
El número de miembros de Video Store superó el millón el 24 de abril de 2012, los 2 millones el 21 de julio de 2012, los 3 millones el 25 de noviembre de 2012 y los 4 millones el 19 de marzo de 2013.

El logo de d-video de 2013 a 2015

El 30 de enero de 2013, VIDEO Store pasó a llamarse d-video powered by BeeTV (dビデオ powered by BeeTV?) (d-video).
A partir del 26 de febrero de 2014, los servicios de d-market, incluido d-video, estuvieron disponibles para su uso en teléfonos inteligentes y tabletas de empresas distintas de DoCoMo.

El logo de la dTV de 2015 a 2023

El 22 de abril de 2015, Avex y DoCoMo anunciaron que d-video pasaría a llamarse dTV a partir del mismo día. Como parte de su renovación, dTV introdujo una interfaz de usuario zapping. Al iniciar la aplicación, inmediatamente comienza a reproducirse un video y los canales dispuestos verticalmente se pueden cambiar moviendo un teléfono inteligente o usando el control remoto de un televisor, lo que permite a los usuarios comenzar a ver algo sin buscarlo activamente. Este cambio ha facilitado a los usuarios la búsqueda de contenido de vídeo y ha mejorado la comodidad general.
Como resultado de esta renovación, la tasa de cancelación disminuyó significativamente y el número de suscriptores aumentó. El 27 de marzo de 2016, el número de usuarios de dTV superó los 5 millones, lo que lo convierte en el servicio SVOD más grande de Japón, superando significativamente a Video Pass de KDDI con 1 millón de usuarios, UULA de Avex y SoftBank con 1,24 millones de usuarios, y Hulu Japón de Nippon Television con 1 millón de usuarios.
dTV comenzó a admitir Chromecast en mayo de 2015, Fire TV en marzo de 2016 y Apple TV en junio de 2016.
El 30 de junio de 2018, dTV lanzó Punk Samurai Kirarete-sōrō, una película producida únicamente por el servicio de transmisión de video. Esta fue la primera vez que se estrenó en los cines una película japonesa producida por un servicio de transmisión. Originalmente planeado como una exclusiva de transmisión, el proyecto luego se estrenó en cines a nivel nacional en 300 cines. Sin embargo, los ingresos de taquilla fueron sólo de 300 millones de yenes.
Según la firma de investigación de mercado GEM Partners, en 2016, la dTV tenía una participación nacional del 24,1%, ocupando abrumadoramente el primer lugar. Sin embargo, en 2017, la participación disminuyó al 18,1%, en 2019 al 13,7% y en 2022 al 4,2%.
En diciembre de 2021, DoCoMo anunció que cambiaría la URL de dTV de video.dmkt-sp.jp a dtv.docomo.ne.jp. Sin embargo, este cambio no se implementó hasta la renovación a Lemino.
Los resultados financieros para el año fiscal que finalizó en marzo de 2022 para la compañía que opera dTV mostraron una disminución significativa en ingresos y ganancias, con ventas de 11,2 mil millones de yenes (una disminución del 6,7% con respecto al año anterior) y una ganancia operativa de 460 millones de yenes ( una disminución del 70,1% respecto al año anterior). En los últimos dos años, las ventas han disminuido aproximadamente un 20 % y el beneficio operativo ha disminuido más del 80 %. A la luz de estas difíciles condiciones comerciales, en enero de 2023, Avex y DoCoMo disolvieron su empresa conjunta y Avex vendió todas sus acciones a DoCoMo, que anteriormente poseía una participación del 30 % en la empresa, mientras que Avex tenía una participación del 70 %.
El 6 de marzo de 2023, NTT DoCoMo anunció que reemplazaría su servicio de transmisión de video bajo demanda dTV con un servicio de video bajo demanda con publicidad llamado Lemino a partir del 12 de abril. Lemino tendrá dos planes: un plan gratuito con publicidad y un plan prémium llamado «Lemino Premium» por 990 yenes al mes. Si bien dTV tenía una sólida oferta de contenido musical, Lemino ha ampliado su oferta para incluir obras originales, anime y dramas coreanos, lo que ha dado como resultado una biblioteca de casi 180.000 títulos, un poco menos del doble de su recuento anterior. En un esfuerzo por llegar a una gama más amplia de clientes más allá de los suscriptores de telecomunicaciones de DoCoMo, la marca Lemino eliminó la «d» de su nombre, que estaba asociado con DoCoMo.
Durante una conferencia de prensa sobre el 6, el oficial ejecutivo de DoCoMo, Tomo Kobayashi, declaró: «La competencia en el mercado de servicios de transmisión de video se ha vuelto intenso, y confiar únicamente en precios bajos nos ha hecho perder parte de nuestra presencia. Queremos introducir algo nuevo». Según las estimaciones de GEM Partners, dTV tenía una cuota de mercado del 4.2% en los servicios de transmisión de video de suscripción de Japón en 2022. Los servicios de capital nacionales se están consolidando y, en enero de este año, Z Holdings y Yahoo! Japan anunció el fin de su servicio de transmisión de video, Gyao!. En febrero, U-Next, que tenía la segunda mayor cuota de mercado a nivel nacional, anunció la adquisición de la empresa operadora de Paravi, en la que habían invertido TBS Television y TV Tokyo.
DoCoMo anunció el 24 de abril de 2023 que había formado una alianza comercial con Yoshimoto Kōgyō Holdings en la industria del entretenimiento. El 1 de mayo, establecieron una empresa conjunta llamada NTT DoCoMo Studio & Live para producir programas, descubrir grupos de ídolos y realizar conciertos en vivo. La nueva compañía planea distribuir sus programas en Lemino y también pretende vender los ídolos y programas desarrollados en el extranjero.